# Key Colony Beach
Key Colony Beach é uma cidade localizada no estado americano da Flórida, no condado de Monroe. Foi incorporada em 1957.

## Geografia
De acordo com o United States Census Bureau, a cidade tem uma área de 1,7 km², onde 1,1 km² estão cobertos por terra e 0,5 km² por água.

### Localidades na vizinhança
O diagrama seguinte representa as localidades num raio de 48 km ao redor de Key Colony Beach.

## Demografia
Segundo o censo nacional de 2010, a sua população é de 797 habitantes e sua densidade populacional é de 699,4 hab/km². Possui 1 431 residências, que resulta em uma densidade de 1 255,7 residências/km². É a localidade que, em 10 anos, teve o maior crescimento populacional do condado de Monroe.